# لوغان إيزلي
لوغان إيزلي (بالإنجليزية: Logan Easley)‏ هو لاعب كرة قاعدة أمريكي، ولد في 4 نوفمبر 1961 في مدينة سولت ليك في الولايات المتحدة.

## وصلات خارجية
- لوغان إيزلي على موقعبيزبول رفرنس.كوم (الدوري الرئيسي) (الإنجليزية)
- لوغان إيزلي على موقعبيزبول رفرنس.كوم (الدوري الثانوي) (الإنجليزية)